# 明石国
明石国（あかしのくに）は、現在の兵庫県に存在した律令制成立以前の国の一つ。
播磨国および兵庫県にあった明石郡、美嚢郡、加古郡、印南郡 の4郡が明石国だったとされる。
大化の改新以降に針間鴨国とともに針間国に編入され、播磨国の一部とされた。